# Хасан Хабібі
Хасан Ібрагім Хабібі (перс. حسن ابراهیم حبیبی; 29 січня 1937, Тегеран - 31 січня 2013, Тегеран) - іранський державний діяч, президент Академії перської мови та літератури з 11 жовтня 2004, член Ради Культурної революції Ірану.
У 1989-2001 - перший віце-президент Ірану, спочатку 8 років при президенті Рафсанджані, потім ще 4 - при Хатамі. У 2001 (початок другого терміну Хатамі) його пост зайняв Мохаммад-Реза Ареф.
До віце-президентства Хабібі займав пост міністра юстиції в уряді Мір-Хоссейн Мусаві, в 1979 головував у Раді Культурної революції. Хасан Хабібі брав участь в написанні конституції Ісламської республіки, а також в написанні поправок до неї.
Доктор філософії в галузі правознавства та соціології.